# 마츠자키 유키
마츠자키 유키(Yuki Matsuzaki, 1981년 9월 24일 ~ )는 일본의 배우, 영화배우, 텔레비전 배우이다.
미야자키현에서 태어났다.

## 영화
- 맨 프롬 리노 (2014년)
- 인스턴트 마미 (2013년)
- 캐리비안의 해적: 낯선 조류 (2011년) - 가헹 역
- 에브리씽 유브 갓 (2010년)
- 스파이시 맥 프로젝트 (2009년)
- 핑크 팬더 2 (2009년)
- 이오지마에서 온 편지 (2006년) - 노자키 역
- 라스트 사무라이 (2003년)
- 레드 헤링 (2002년)